# Uropeltis phipsonii
Uropeltis phipsonii är en ormart som beskrevs av Mason 1888. Uropeltis phipsonii ingår i släktet Uropeltis och familjen sköldsvansormar. Inga underarter finns listade i Catalogue of Life.
Arten förekommer i norra delen av bergstrakten Västra Ghats i Indien. Bergstrakten är där låg till kulligt med toppar mellan 400 och 700 meter över havet. Uropeltis phipsonii vistas i städsegröna skogar eller delvis lövfällande skogar.
Skogarnas omvandling till jordbruksmark och samhällen hotar beståndet. Utbredningsområdet är redan begränsat och minskar fortfarande. IUCN listar arten som sårbar (VU).